# Dagmar Mair unter der Eggen
Dagmar Mair unter der Eggen, auch Dagi genannt (* 22. Dezember 1974 in Bruneck, Südtirol) ist eine ehemalige italienische Snowboarderin.

## Werdegang

### Erste Erfolge im Weltcup
Mair unter der Eggen startete ihre internationale Karriere mit ihrem Debüt im Snowboard-Weltcup am 24. November 1994. Bereits in ihrem ersten Wettbewerb im Parallelslalom im österreichischen Zell am See erreichte sie mit Platz acht erste Weltcup-Punkte und fand sich überraschen sofort in der Weltspitze wieder. Auch in den folgenden Riesenslalom-Weltcups in Zell am See und im Pitztal erreichte sie deutlich Weltcup-Punkte. Beim Riesenslalom in Les Deux Alpes im Januar 1995 verpasste sie als Fünfte nur knapp die Fahrt aufs Podium. Ende Januar 1995 gelang ihr mit dem vierten Platz in Bad Hindelang ihr bis dahin bestes Einzelergebnis.
Trotz dieser guten Leistungen startete sie im Anschluss bei FIS-Rennen außerhalb des Weltcups und gewann hier die Rennen in Kitzbühel und Olang. Die Weltcup-Saison beendete sie als 12. der Parallel-Weltcup-Gesamtwertung. In der Gesamtwertung für den Riesenslalom war sie 13. und im Slalom belegte sie Rang 18.

### Durchbruch in der Weltspitze
Zu Beginn der Weltcup-Saison 1995/96 startete Mair unter der Eggen wieder im Weltcup und erreichte bereits beim ersten Riesenslalom in Zell am See den vierten Rang. In gleicher Disziplin stand sie am 10. Dezember 1995 in Bardonecchia erstmals auf dem Podium und wurde Dritte. Bei der fünf Wochen später ausgetragenen Snowboard-Weltmeisterschaft 1996 in Lienz startete sie lediglich im Parallelslalom und fuhr am Ende auf den 13. Platz. In der Folge gelang es ihr konstant an ihren Leistungen zu arbeiten und ihre Ergebnisse weiter zu verbessern. In Calgary erreichte sie mit dem zweiten Rang im Parallelslalom eine bis dahin neue Bestmarke. Nachdem sie auch in den folgenden Weltcups nur einmal die Top 10 verfehlt hatte, belegte sie am Ende der Saison den 10. Rang in der Weltcup-Gesamtwertung.
Die Weltcup-Saison 1996/97 begann sie vielversprechend mit einem zehnten Platz im Riesenslalom in Sestriere, bevor sie nur einen Tag später auf gleicher Strecke im Slalom mit Rang zwei erneut das Podium betreten konnte. Auch in Whistler setzte sie sich erfolgreich durch und fuhr im Riesenslalom auf Platz drei. Kurz darauf gehörte sie zum italienischen Kader für die 1997 in Innichen. Nachdem sie in ihrer eigentlichen Paradedisziplin Riesenslalom nur einen enttäuschenden 33. Platz herausfuhr, gewann sie zwei Tage später die Silbermedaille im Slalom und weitere zwei Tage später schließlich Gold im Parallelslalom. Nach der Weltmeisterschaft fuhr sie bis auf wenige Ausnahmen konstant auf gute Platzierungen innerhalb der besten zehn und erreichte so am Ende neben dem siebenten Platz der Weltcup-Gesamtwertung auch den vierten Platz im Slalom-Weltcup und den neunten im Riesenslalom-Weltcup.
In die nun folgende Weltcup-Saison 1997/98 startete sie schwach mit einem 40. Platz im Riesenslalom von Tignes, bevor sie nur gut zwei Wochen später beim Parallelslalom in Sölden ihren ersten und einzigen Weltcup-Sieg ihrer Karriere einfahren konnte. Dies blieb bis zum Januar 1998 ihr einziges Podium. Erst beim Riesenslalom in Innichen erreichte sie erneut Rang zwei. Nach einem kurzen Ausflug im Continental Cup, wo sie in Olang den dritten Rang erreichte, startete Mair unter der Eggen bei den Olympischen Winterspielen 1998 im japanischen Sapporo. Dort fuhr sie im Riesenslalom auf den siebenten Rang. Zum Saisonende fuhr sie in Les Gets noch einmal auf den zweiten Platz. Mit zwei weiteren durchwachsenen Ergebnissen in Tandådalen schloss sie ihre beste Weltcup-Saison der Karriere ab und wurde am Ende Sechste in der Weltcup-Gesamtwertung. Im Slalom-Weltcup wiederholte sie ihren Erfolg aus dem Vorjahr und wurde erneut Vierte.

### Erster Leistungseinbruch
Zu Beginn der Weltcup-Saison 1998/99 konnte Mair unter der Eggen nicht mehr an die Leistungen aus den Vorjahren anknüpfen. Nachdem sie bis Anfang Dezember nicht eine Top-10-Platzierung herausfahren konnte, wechselte sie für zwei Rennen in den Continental Cup, wo sie in Berchtesgaden im Riesenslalom Rang zwei erreichte. Zurück im Weltcup im Januar 1999 konnte sie zwar erneut Top-20-Ränge herausfahren, blieb aber weit hinter den Erwartungen ihrer Trainer zurück.
Bei der Snowboard-Weltmeisterschaft 1999 in Berchtesgaden konnte sie mit dem achten Rang im Parallelslalom ihr bestes Ergebnis der Weltmeisterschaft erreichen. Im Riesenslalom lag sie am Ende nur auf Platz 40, im Parallelriesenslalom nur auf Rang 16. Es dauerte auch nach der Weltmeisterschaft bis zum Saisonfinale in Olang, bis Mair unter der Eggen wieder unter die Weltspitze fuhr. Nach einem sechsten Platz im Parallel-Riesenslalom wurde sie Neunte im Parallelslalom.
Bei den Italienischen Meisterschaften 1999 in Ratschings gewann sie Silber im Parallelslalom und verpasste im Riesenslalom mit Rang vier nur knapp das Podium. Nach der für sie enttäuschenden Weltcup-Saison belegte sie in der Gesamtwertung lediglich Rang 42, das schlechteste Ergebnis ihrer Karriere.

### Kampf zurück in die Weltspitze
Mair unter der Eggen setzte sich für die Weltcup-Saison 1999/2000 das Ziel, zurück zu alter Stärke zu finden. Nach einem vielversprechenden sieben Rang im Riesenslalom in Zell am See konnte sie aber erneut ihre Leistungen nicht konstant halten und startete daher im Februar erstmals im neugeschaffenen Snowboard-Europacup. Hier erreichte sie in Ostin einen Sieg sowie einen dritten Platz. Gestärkt durch diesen Erfolg fuhr sie weiter im Weltcup. Erfolge blieb jedoch auch weiterhin aus.
Nachdem Mair unter der Eggen bei den Italienischen Meisterschaften 2000 ohne Medaille blieb, überraschte sie im ersten Rennen der Saison 2000/01 in Tignes mit einem vierten Platz im Riesenslalom. In gleicher Disziplin konnte sie im Januar in Gstaad ebenfalls als siebente wieder eine Top-10-Platzierung herausfahren. Nach einem weiteren sechsten Rang beim Parallel-Riesenslalom in Kronplatz startete sie bei der Snowboard-Weltmeisterschaft 2001 in Madonna di Campiglio und gewann die Bronzemedaille im Riesenslalom. Zudem erreichte sie im Parallel-Riesenslalom einen guten siebenten und im Parallelslalom den 23. Platz. Zum Saisonende wäre ihr in Ruka noch einmal fast ein Podestplatz gelungen. Am Ende wurde es jedoch nur Rang fünf im Parallelslalom.
Bei den Italienischen Meisterschaften 2001 wurde Mair unter der Eggen jeweils Achte im Parallel-Riesenslalom sowie im Parallelslalom.

### Olympia 2002 und Karriereende
Zur Olympia-Weltcup-Saison 2001/02 musste Mair unter der Eggen erneut mit schwachen Ergebnissen kämpfen. Nur in vier von 14 Weltcup-Rennen konnte sie unter die besten zehn fahren. Oftmals blieb ihr nur eine hinter Top-20-Platzierung. Trotzdem startete sie bei den Olympischen Winterspielen 2002 in Salt Lake City. Dabei erreichte sie im Parallel-Riesenslalom den neunten Rang. Nach einigen weiteren durchwachsenen Weltcups gewann Mair unter der Eggen bei den Italienischen Meisterschaften 2002 in Madesimo zweimal Bronze.
In den ersten Weltcups der Weltcup-Saison 2002/03 zeichnete sich ab, das Mair unter der Eggen mit ihren mittlerweile 27 Jahren nicht mehr mit der teilweise viel jüngeren Weltspitze mithalten kann. Nachdem sie bei der Snowboard-Weltmeisterschaft 2003 in Kreischberg noch einmal Rang acht erreicht hatte, beendete sie nach der Saison ihre aktive Karriere als Snowboarderin auf dem 27. Platz der Parallel-Weltcup-Gesamtwertung. Im allgemeinen Gesamtweltcup konnte sie sich in ihrer letzten Saison nicht mehr platzieren.

## Privates
Mair unter der Eggen betreibt neben dem Snowboard-Sport auch Schwimmen, Mountainbike fahren sowie Windsurfen. Sie lebt in Sand in Taufers.